# Fariborz Esmaeili
Fariborz Esmaeili (en persan : فريبرز إسماعيلي), né le 1er juin 1940 et mort le 7 avril 2020, est un footballeur international iranien, évoluant au poste d'attaquant.

## Biographie
Joueur au Taj Téhéran, Esmaeili est sélectionné pour les Jeux olympiques d'été de 1964 et dispute deux rencontres face au Mexique et la Roumanie. Deux ans plus tard, il est de nouveau dans le groupe iranien pour les Jeux asiatiques de 1966 et inscrit un doublé contre l'Inde, offre la victoire à l'Iran contre le Japon en demi-finale mais les Iraniens se font battre en finale par la Birmanie.
De 1964 à 1968, Esmaeili dispute quatorze matchs avec la sélection iranienne pour quatre buts,. En club, il commence sa carrière au Taj Téhéran avant d'évoluer plus tard à l'Oghab et au Shoa, deux autres équipes de la ville de Téhéran.
Il décède le 7 avril 2020 à l'âge de 79 ans.